# Дзедушицкий, Вавринец
Граф Вавринец Мартин Дзедушицкий (1772 — 19 октября 1836) — польский аристократ и австрийский камергер.

## Биография
Представитель польского дворянского рода Дзедушицких герба «Сас». Третий сын генерал-поручика коронных войск и чашника великого коронного Тадеуша Антония Дзедушицкого (1724—1777) и Саломеи Жозефы Биберштейн-Трембицкой. Братья — Валериан Викторин, Антоний Баптист Базилий и Юзеф Каласантий.
В 1785 году Вавринец Дзедушицкий был отправлен в Швейцарию для завершения своего образования. Проживал в городах Морж и Лозанна. Во время нахождения в Шамони 4 августа 1787 года наблюдал через телескоп за третьим восхождением на гору Монблан, которое совершил профессор де Соссюр.
В 1794 году Вавринец Дзедушицкий принял участие в польском восстании под предводительством Тадеуша Костюшко. В качестве адъютанта Т. Костюшко участвовал в битвах под Рацлавицами и Щекоцинами. После подавления восстания владел 11 деревнями в окрестностях Тарнополя и Чорткова.
В 1809 году Вавринец Дзедушицкий вошел в состав правительства Варшавского герцогства, где заседал в комиссии по налоговым поступлениям. В 1817 году был назначен камергером Австрийской империи.
25 марта 1821 года за ним был подтвержден графский титул в Царстве Польском.

## Семья
В 1795 году женился на Анастасии Мейер (ум. 1845), дочери каштеляна инфлянтского, графа Яна Мейера и Марианны Тарновской. Дети:
- Тит Дзедушицкий (1796—1870)
- Евгений Дзедушицкий (1801—1857)
- Генрика Дзедушицкая (1798—1877), жена польского помещика и галицийского политика Гвалберта Павликовского (1792—1852)
- Эвелина Дзедушицкая